# Fedir Wanzeł
Fedir Fedorowycz Wanzeł, ukr. Федір Федорович Ванзел, węg. Ferenc Vanzel, ros. Фёдор Фёдорович Ванзел, Fiodor Fiodorowicz Wanzieł (ur. 30 października 1930 w Mukaczewie, zm. 1992 tamże) – ukraiński piłkarz pochodzenia węgierskiego, grający na pozycji napastnika, trener piłkarski.

## Kariera piłkarska

### Kariera klubowa
W 1948 roku rozpoczął karierę piłkarską w klubie Bilszowyk Mukaczewo. Po wygraniu złotych medali w składzie reprezentacji Zakarpacia piłkarze otrzymały zaproszenia od czołowych klubów. W 1949 został zaproszony do Szachtara Stalino. W 1951 powrócił do domu i potem występował w Spartaku Użhorod. W 1952 przeszedł do Dynama Mińsk, ale latem 1953 ponownie wrócił do Spartaka Użhorod. W latach 1954–1956 służył w wojskowym klubie CDSA Moskwa. Potem po raz kolejny wrócił do Spartaka. Od 1959 roku grał w rodzimym Dynamo Mukaczewo, gdzie zakończył karierę w roku 1967.

## Kariera trenerska
Karierę szkoleniowca rozpoczął po zakończeniu kariery piłkarza. Od 1968 trenował miejscowy zespół Karpaty Mukaczewo, z którym już jako Pryładyst Mukaczewo w 1977 zdobył mistrzostwo Ukraińskiej SRR wśród zespołów amatorskich. W 1981 stał na czele Howerły Użhorod, z którą pracował do lata 1982.
Zmarł w Mukaczewo.

## Sukcesy i odznaczenia

### Sukcesy piłkarskie
Bilszowyk Mukaczewo
- finalista Pucharu Ukraińskiej SRR: 1948

Spartak Użhorod
- mistrz Ukraińskiej SRR: 1953

CDSA Moskwa
- zdobywca Pucharu ZSRR: 1955
- brązowy medalista Mistrzostw ZSRR: 1955, 1956

### Sukcesy trenerskie
Pryładyst Mukaczewo
- mistrz Ukraińskiej SRR wśród zespołów amatorskich: 1977

### Odznaczenia
- tytuł Mistrza Sportu ZSRR: 1960